# ميت النور
ميت النور إحدى قرى مركز زفتى التابع لمحافظة الغربية بجمهورية مصر العربية.

## التاريخ
قرية ميت النور من القرى القديمة، حيث وردت باسم «منية البز» في أعمال السمنودية ضمن قرى الروك الصلاحي التي أحصاها ابن مماتي في كتاب قوانين الدواوين، كما وردت باسم «منية البز» في أعمال الغربية ضمن قرى الروك الناصري التي أحصاها ابن الجيعان في كتاب «التحفة السنية بأسماء البلاد المصرية». وفي تاريخ 1228هـ/1813م الذي عدّ قرى مصر بعد المسح الذي قام به محمد علي باشا باسم «ميت البز». تغير الاسم إلى «ميت النور» في سنة 2016 مراعاة للحياء العام.

## السكان
بلغ عدد سكان ميت النور 4581 نسمة حسب تقدير عام 2018.
| السنة  | 1882 | 1897 | 1907 | 1927 | 1947 | 1960 | 1976 | 1986 | 1996 | 2006  | 2018 |
| ------ | ---- | ---- | ---- | ---- | ---- | ---- | ---- | ---- | ---- | ----- | ---- |
| القرية | 896  | 1376 | 1531 | 1926 | 1774 | 1907 | 2412 | 2733 | 3253 | 3,802 | 4581 |